# Leona Marlin-Romeo
Leona M. Marlin-Romeo (sinh ngày 3 tháng 7 năm 1973) là một chính trị gia Sint Maarten và Thủ tướng đương nhiệm của đảo quốc này. Bà được chọn làm Thủ tướng theo thỏa thuận liên minh giữa Đảng Nhân dân Thống nhất, Đảng Dân chủ và thành viên độc lập của Nghị viện Chanel Brownbill. Trước đây bà từng là Thành viên của Quốc hội từ năm 2014 đến 2016.
Bà đã tuyên thệ với nội các của mình vào ngày 15 tháng 1 năm 2018.

## Đầu đời
Leona Marlin-Romeo sinh ngày 3/7/1973 tại Sint Maarten đến Marius Romeo và Marilyn Thomas. Khi còn là một đứa trẻ, Marlin-Romeo đã tham dự Trung tâm giáo dục dòng Methodist ở Sint Maarten. Bà có một thời gian ngắn học tại Học viện St. Maarten trước khi chuyển đến Học viện Oak Hill ở Virginia. Bà tốt nghiệp Đại học Adelphi năm 1995 với bằng Cử nhân Khoa học Chính trị và ngành phụ (minor) tiếng Pháp. Bà tiếp tục học tại Đại học Amsterdam, nơi bà tốt nghiệp Thạc sĩ Quan hệ Quốc tế, và sau đó dạy học cho trẻ em vùng Caribbea ở Hà Lan. Năm 2005, Marlin-Romeo trở lại Sint Maarten, và bắt đầu làm Trưởng phòng Đăng ký Dân sự. Từ năm 2014 tới 2016, bà là nghị viên tại quốc hội Sir Maarten. Năm 2018, Marlin-Romeo trở thành Thủ tướng thứ 5 và nữ Thủ tướng đầu tiên của Sint Maarten.

## Cuộc sống cá nhân
Marlin-Romeo đã kết hôn với Richard Marlin từ năm 1997, hai người có hai con.